# وزغ سورینامی معمولی
وزغ سورینامی معمولی (نام علمی: Pipa pipa) نام یک گونه از تیره قورباغه‌های بی‌زبان است. این‌گونه در بولیوی، برزیل، کلمبیا، اکوادور، گویان فرانسه، گویان، پرو، سورینام، ترینیداد و توباگو، و ونزوئلا یافت می‌شود. زیستگاه این‌گونه دوزیست شامل جنگل‌ها، باتلاق‌ها، مرداب‌ها، یافت می‌شود. این‌گونه با خطر تخریب زیستگاه رو به روست.